# Вибеке Стене
Вибеке Стене (на норвежки: Vibeke Stene) е норвежка певица сопран, бивша вокалистка на готик метъл групата Тристания от 1996 г. до 2007 г. Тя също е учител по пеене от 2007 г. и театрална актриса от 2015 г.

## Ранни години
Родена е на 17 август 1978 в Сокнал, област Ругалан, в Норвегия. Баща ѝ се казва Стеинар Стене а майка и Сисел Бьо Стене. Има две сестри, Игвилд и Маикен. За пръв път изпълнява за хора извън семейството си на тригодишна възраст. Започва да изнася уроци по пеене на тринайсетгодишна възраст, и става по-заинтересована в класическото пеене. Тя взела уроците до навършване на двадесет и три години, защото искала да стане свой учител.
Израснала е в дом, изпълнен с музика. В интервю, тя заяви, че нейните влияния са хората, с които тя е изпълнявала лично. Преди да влезе в Тристания, тя най-вече е изпълнява класически вокали в различни музикални школи.Тя също пее в хорове, джаз, фолк и класически концерти като соло изпълнител с различни музиканти.". Нейно вдъхновение са Бьорк, Тори Еймъс, Дейвид Боуи, Том Уейтс и Диаманда Галас.

## B Тристания (1996 – 2007)
Присъединява се към Тристания малко след създаването на групата, като с нея записват първия демо албум, Tristania през 1997 г. В началото е замисляно Стене да бъде само гост-вокалистка, но след записите решават да продължат работата си заедно. Красивото оперно сопрано на Вибеке е много харесвано сред феновете на готик метъла. Нейният глас приляга перфектно на стила на Тристания. На 27 февруари 2007 напуска групата по лични причини.
С тях, Стене издаде едно демо, 5 албума, 2 сингли и 3 музикални видеоклипа. Групата се превръща в един от една от най-добрите готик метъл групи в края на 90-те. Те обиколиха целия американски континент и Европа. Те също така участваха в някои от най-големите европейски фестивали.

## След Тристания (от 2007)
През 2011 г. електронната банда Плуто издава песен, наречена „Queen of Broken Hearts“, в която е включена Стене. Според членовете на групата, песента е записана през 1999 г., което показва, че тя не се е върнала в пеенето. В интервю за 2010 г. Стене беше помолена да пее професионално отново. Тя заяви, че когато ѝ ce даде добро предложение, тя ще го вземе.
На 7 юни 2013 г. тя съобщава чрез официалната си страница във Facebook, че се завръща на музикалната сцена, също така тя обявява, че ще е част от проект по екстремен метъл на име „Gods of Atheist“, заедно с музиканти от Arcturus, Диму Боргир, Emperor, Zyklon, между други.
На 13 октомври 2015 г. тя дебютира в театъра в Кристиансан. Тя също е учител по пеене там от 2007 г.

## Дискография

### C Тристания
Демо албуми
- Tristania (1997)

Албуми
- Widow's Weeds (1998)
- Beyond the Veil (1999)
- World of Glass (2001)
- Ashes (2005)
- Illumination (2007)

Лайв албуми
- Widow's Tour (1999)
- Widow's Tour/Angina (1999)

Компилации
- Midwintertears/Angina (2001)
- Midwinter Tears (2005)

Сингли
- Angina (1999)
- Sanguine Sky (2007)

Музикални видеоклипове
- Evenfall (1998)
- Equilibrium (2005)
- Libre (2005)

### Като гост музикант
- Green Carnation – „In the Realm of the Midnight Sun“, „My Dark Reflections of Life and Death“, „Under Eternal Stars“ от албума „Journey to the End of the Night“ (2000)
- Samael – „Suspended Time“ от албума „Solar Soul“ (2007)
- Plutho – „Queen of Broken Hearts“ от албума „Bob, You Don't Wanna Go There!“ (2011)
- Gods of Atheists (TBA)